# Viuz-en-Sallaz
Viuz-en-Sallaz é uma comuna francesa na região administrativa de Auvérnia-Ródano-Alpes, no departamento da Alta Saboia. Estende-se por uma área de 20.99 km². Em 2010 a comuna tinha 4 506 habitantes (densidade: 214,7 hab./km²).